# کلیسای جامع سنت جایلز
کلیسای جامع سنت جایلز (انگلیسی: St Giles' Cathedral) یک کلیسای منطقه‌ای متعلق به کلیسای اسکاتلند در بخش قدیمی شهر ادینبرا است. این کلیسا احتمالاً در قرن دوازدهم میلادی تأسیس شده و به سنت جایلز (قدیس محافظ جذام‌ی‌ها) اهدا شده‌است. گفته می‌شود دیوید یکم اسکاتلند این بنا را در سال ۱۱۲۴ میلادی تأسیس کرده‌است. در ابتدا این کلیسا در اختیار راهبان فرقه سنت لوزارس بود.
در قرن چهاردهم بنای معماری رمانسک این بنا با بنایی در شیوهٔ معماری گوتیک تعویض شد، و  شبستان آن تا ۱۳۸۷ تکمیل شده بود.
پل دوم در ۱۴۶۷ این کلیسا را به رتبهٔ کلیسای کالجی ارتقاء داد. در ۱۵۵۹، این کلیسا با حضور جان ناکس، مهمترین شخصیت اصلاحات پروتستانی اسکاتلند، به عنوان کشیش اصلی آن پروتستان شد.
در ۱۶۳۳ چارلز یکم انگلستان این کلیسا را به رتبهٔ کلیسای جامع و اسقف‌نشین ارتقا داد.
بنای این کلیسا و منار تاج آن از شاخص‌ترین یادمان‌های شهر ادینبرا هستند.